# ELISA
Encimska imunoadsorpcijska preiskava / encimskoimunski test :) ali ELISA (angleško: Enzyme-Linked ImmunoSorbent Assay) je imunska metoda, ki se uporablja  za zaznavanje protiteles ali antigenov v biološkem vzorcu. Za merjenje koncentracije protiteles se uporablja posredna ELISA. Neposredna ali sendvič ELISA pa je prirejena za določanje antigenov. Pri obeh načinih ELISE je na zadnje dodano protitelo vezan encim (od tu izhaja ime metode), ki omogoči spremembo barve substrata in tako zaznavanje prisotnosti preiskovanega protitelesa ali antigena. Ker jo lahko uporabljamo za detekcijo tako protiteles kot tudi antigenov v vzorcu, je primerna za zaznavanje protiteles na različne viruse (HIV test) ali za določanje prisotnosti antigenov v biološkem vzorcu (serum, plazma, slina,...). Uporablja se jo tudi v živilski industriji za dokazovanje prisotnosti alergenov kot so mleko, arašidi, orehi ali jajca.

## Princip

### Direktna (sendvič) ELISA
Osnovni koraki:
1. Na trdni nosilec (vdolbino mikrotitrske ploščice) vežemo znano protitelo za antigen, ki ga določamo.
2. Dodamo vzorec, ki vsebuje preiskovani antigen.
3. Speremo ploščico, da odstranimo nevezane antigene.
4. Dodamo protitelesa specifična za vezan antigen, ki so označena (konjugirana) z encimom.
5. Speremo ploščo, da odstranimo nevezana protitelesa.
6. Dodamo substrat, ki ob prisotnosti encima razvije barvo.
7. Izmerimo intenzivnost barve.

Slika na desni strani vsebuje še dodaten korak. Po vezavi preiskovanega antigena, dodamo detekcijsko protitelo. Šele nato dodamo z encimom označeno protitelo na detekcijsko protitelo. Takšna protitelesa se vežejo na Fc-regije drugih protiteles. Na ta način se izognemu zamudnemu postopku konjugacije protiteles z encimom, za vsak posamezen antigen, ki ga želimo določiti.

### Posredna ELISA
Uporablja se za merjenje specifičnih protiteles v biološkem vzorcu. Osnovni koraki so:
1. Na trdni nosilec (mikrotitrsko ploščico) vežemo znan antigen.
2. Dodamo vzorec s preiskovanimi protitelesi, ki so po navadi raztopljena v serumu druge živalske vrste, da se izognemo vezavi drugih nespecifičnih protiteles.
3. Speremo nevezana protitelesa.
4. Dodamo protitelesa označena z encimom, ki se vežejo na že vezana protitelesa.
5. Speremo nevezana označena protitelesa.
6. Dodamo substrat, ki ob prisotnosti encima razvije barvo.
7. Izmerimo intenzivnost barve.